# Kylie Palmer
Kylie Jayne Palmer (ur. 25 lutego 1990 w Brisbane) – australijska pływaczka, mistrzyni olimpijska, wicemistrzyni świata, mistrzyni świata na krótkim basenie.

## Sukcesy

### Mistrzostwa świata
- 2011 Szanghaj −  (200 m dowolnym)

### Mistrzostwa świata (basen 25 m)
- 2008 Manchester −  (200 m dowolnym)
- 2008 Manchester −  (400 m dowolnym)
- 2008 Manchester −  (800 m dowolnym)
- 2010 Dubaj −  (400 m dowolnym)
- 2010 Dubaj −  (4 x 200 m dowolnym)
- 2008 Manchester −  (4 x 200 m dowolnym)
- 2010 Dubaj −  (200 m dowolnym)